# Filippo Coletti
Filippo Andrea Francesco Coletti (Anagni, 11 maggio 1811 – Anagni, 13 giugno 1894) è stato un baritono italiano, il preferito da Giuseppe Verdi.

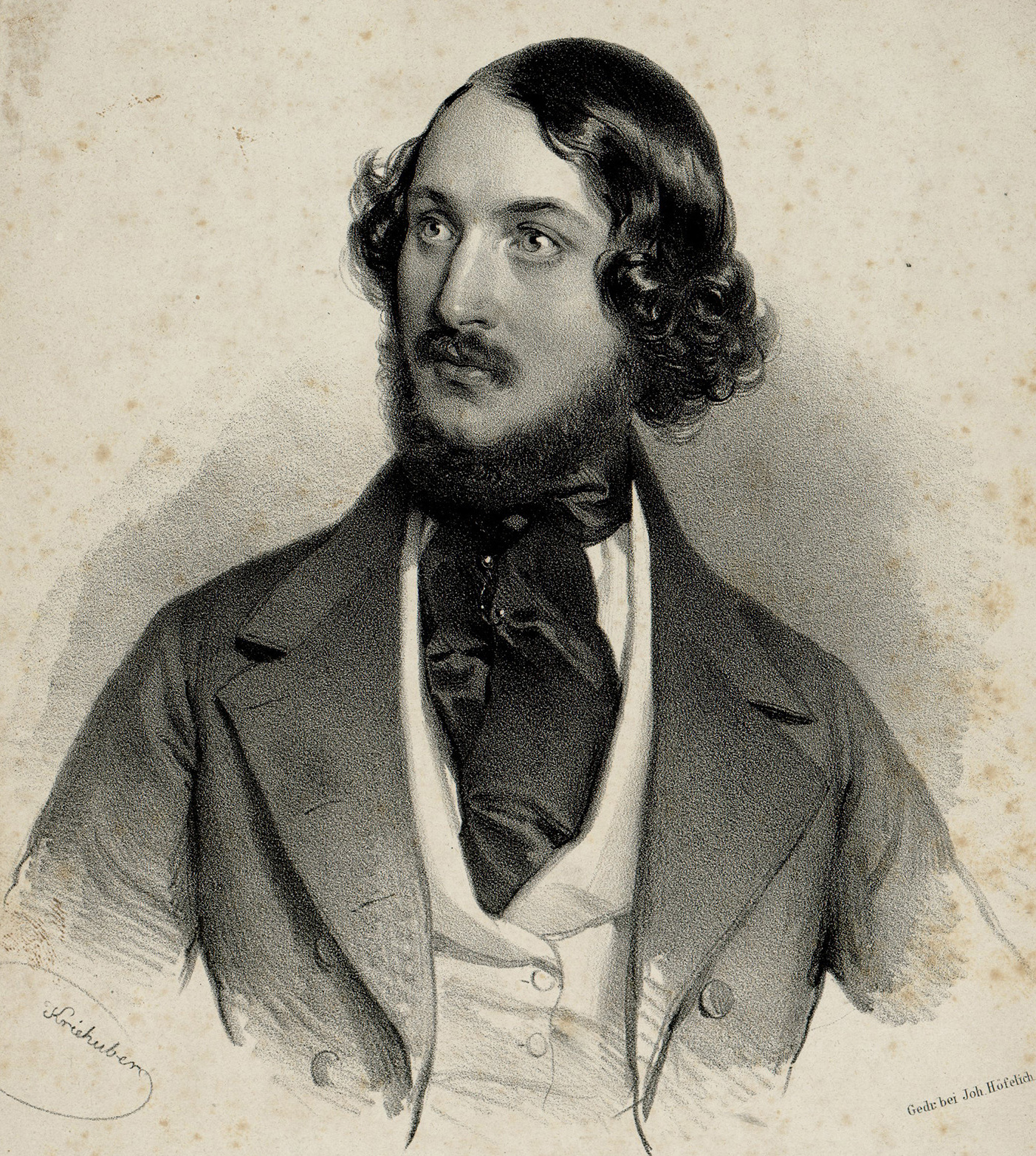
Filippo Coletti ritratto da Josef Kriehuber (1841)

Creò due ruoli verdiani: Gusmano in Alzira e Francesco ne I masnadieri. Verdi revisionò, per Coletti, il ruolo di Germont ne La traviata, e la sua interpretazione ridisegnò la parte come è conosciuta ancora oggi. Filippo Coletti fu, con Antonio Tamburini (1800–1876) e Giorgio Ronconi (1810–1890), uno dei tre principali baritoni dell'Italia del XIX secolo, uno dei primi modelli di baritono verdiano.
Per il filosofo Thomas Carlyle Coletti era "per le fattezze del suo volto, per i toni della sua voce, per il suo portamento,[...]un uomo di sensibilità profonda e ardente, di intuizioni delicate; un'anima poetica o uomo di genio".

## Biografia

### Storia familiare
Filippo Coletti nacque ad Anagni in provincia di Frosinone nel 1811. Anagni è indicata come la "Città dei Papi": cinque papi vissero, regnarono o nacquero ad Anagni. Innocenzo III, (nato Lotario dei Conti di Segni nel 1160), Gregorio IX, (nato Ugolino dei Conti di Segni), Alessandro IV, (nato Rinaldo dei Conti di Segni 1180? -1185?) e Bonifacio VIII, (nato Benedetto Caetani ad Anagni nel 1235). La madre di Bonifacio era Emilia Conti, sorella di papa Gregorio IX. Un altro papa Conti fu Michelangiolo Conti, eletto nel 1721 come papa Innocenzo XIII. Il figlio di Filippo Coletti, Tito, alla fine si sarebbe sposato in questa illustre famiglia.

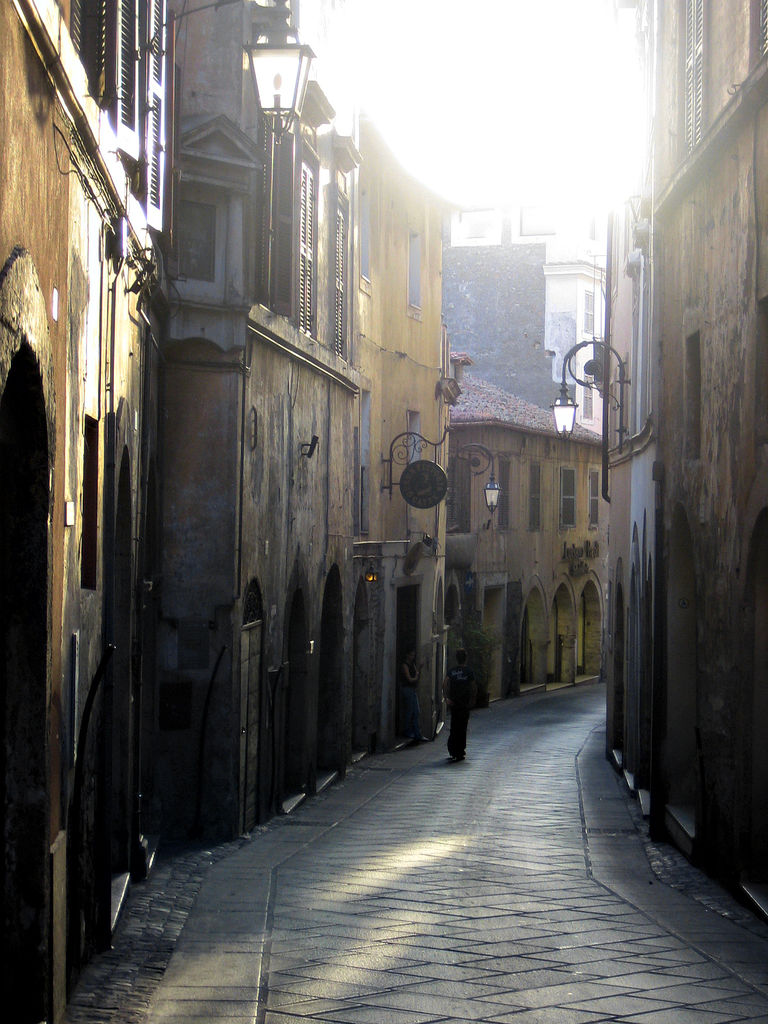
Via Maggiore (ora: Via Vittorio Emanuele) ad Anagni, la via della casa natale di Filippo Coletti

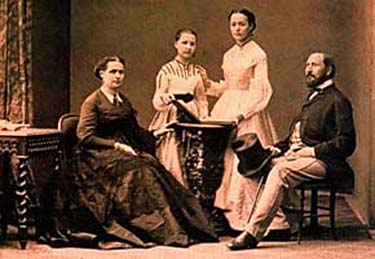
Coletti con moglie e figlie

Nel 1845 il trentatreenne Filippo Coletti sposò la diciassettenne Maria, figlia del Segretario comunale di Anagni, Giovanni Ambrosi. Il matrimonio fu organizzato dal padre di Coletti e si rivelò felice. Filippo e Maria ebbero quattro figli: Tito (nato ad Anagni, 1846) che sposò il suo amore d'infanzia Erminia Conti, dopo che Filippo Coletti concluse una trattativa triennale del contratto di matrimonio con il padre di Erminia, Andrea Decio, nato a Parigi, nel 1848, un cantante di talento troppo timido per il palcoscenico, che sposò la contessa Teresa Laderchi, Lavinía, che cantava spesso con Coletti in concerti e occasioni sociali, e morì giovane per una malattia nervosa, e Valeria, nata a Roma, nel 1853, che sposò il marchese Annibale Ossoli Della Torre.

### Inizio della carriera 1834-1840

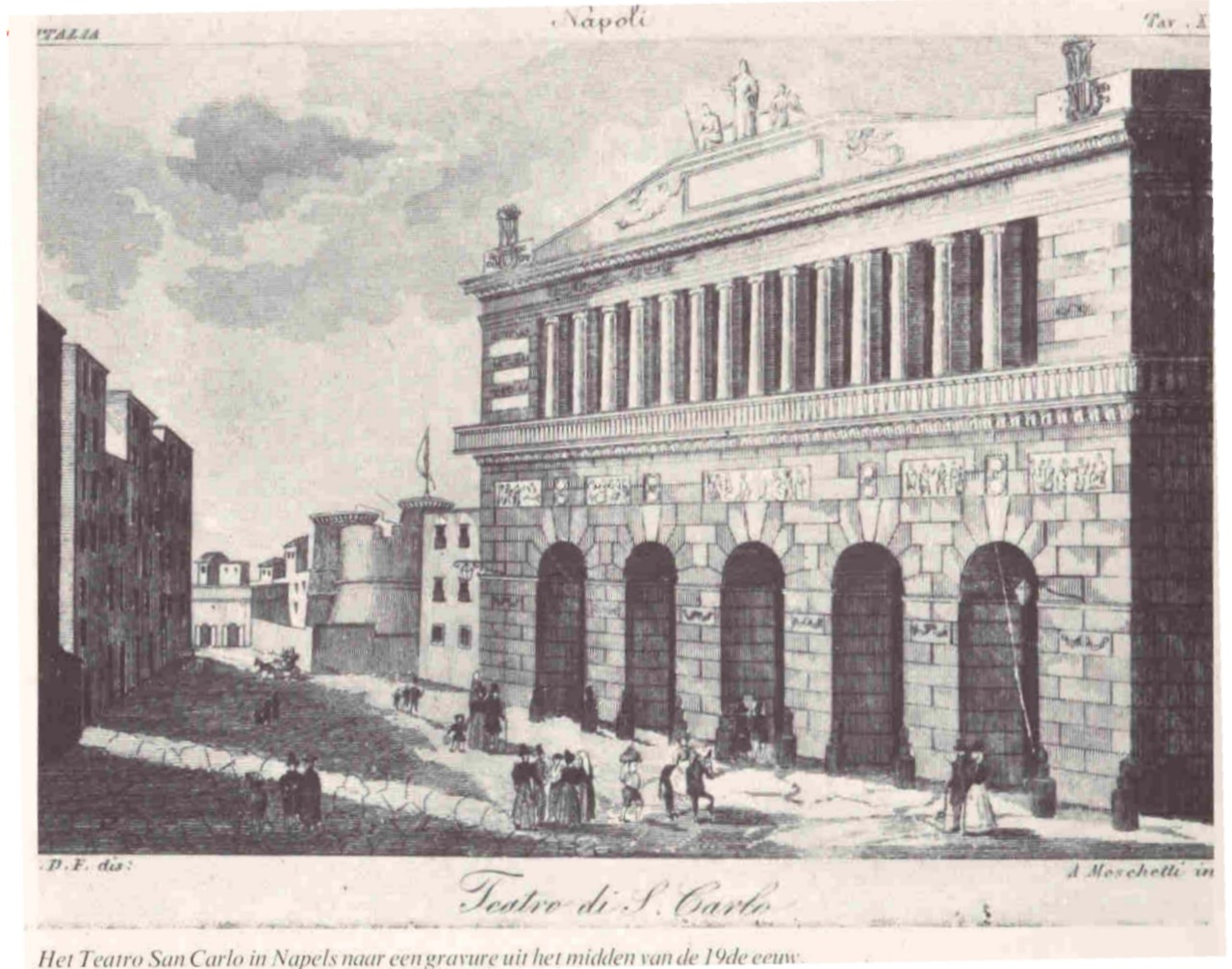
Teatro San Carlo di Napoli

Coletti iniziò lo studio della musica a Roma, e successivamente si trasferì a Napoli al Real Collegio di Musica, dove studiò con il tenore Alessandro Busti, allievo del castrato Girolamo Crescenti. Busti dedicò a Coletti Studio di canto per baritono (pubblicato nel 1874) disponibile presso la Biblioteca e Archivio musicale dell'Accademia nazionale di S. Cecilia di Roma. Oltre a Coletti, altri allievi di Busti furono: Alfonso Buonomo (che perse la voce e tornò a fare il compositore scrivendo Cicco e Cola), Gaetano Braga], Vincenzo Curti (pianista), Nicolò Gabrielli, Erennio Gammieri e Raffaele Mirate, Coletti debuttò al Teatro del Fondo (1834) nel ruolo di Prosdocimo ne Il turco in Italia di Gioachino Rossini. La sua esibizione fu considerata un grande successo dalla corte e lanciò la sua carriera.
Coletti si stabilì nei pressi del Teatro San Carlo, dove cantò ruoli di coloratura e belcanto nell'opera di Vincenzo Bellini, La straniera e in quelle di Rossini, Mosè in Egitto, Maometto II e Semiramide, e la cantata di Giuseppe Curci, Ruggiero, nel gennaio 1835. Lo stesso anno Coletti creò il suo primo di molti ruoli in un'opera di Giovanni Pacini - Briano/Wilfredo in Ivanhoe. Oltre che a Napoli, Coletti cantò al Teatro Carlo Felice di Genova nelle stagioni 1835–1836, nell'opera di Donizetti, Gemma di Vergy, poi cantata anche al Teatro Valle di Roma, e ne I puritani di Bellini a Padova (1836).
Nei quattro anni che cantò al Real Teatro de São Carlos di Lisbona (1837–40) cantò nella prima a Lisbona di Don Giovanni, opera dei fratelli Ricci, Luigi e Federico Ricci, di Saverio Mercadante, Giuseppe Persiani e Ferdinand Hérold oltre che nelle opere di Donizetti, Torquato Tasso (gennaio 1837), Marin Faliero, e nella parte di Prospero Salsapariglia ne Le convenienze ed inconvenienze teatrali oltre che il ruolo di Visconti in Beatrice di Tenda di Bellini. Durante il suo soggiorno a Lisbona, Coletti apparve in un nuovo ruolo quasi tutte le settimane. Lasciò Lisbona, dopo aver cantato un ultimo, Belcore ne L'elisir d'amore di Donizetti nel novembre 1840.

### Rivolta di Londra del 1840

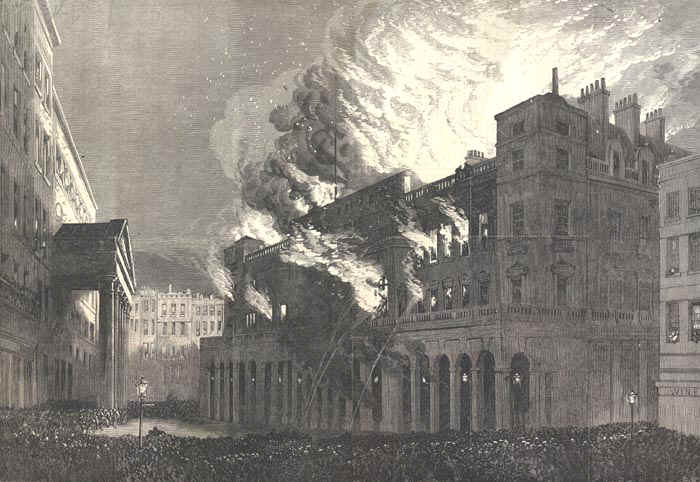
Il teatro brucia nel 1867

Pierre Laporte, l'impresario del Teatro di Sua Maestà a Londra, ingaggiò il talentuoso ma sconosciuto Coletti in sostituzione dell'idolo del pubblico, il baritono Antonio Tamburini, (1800–1876). Laporte sperava di sbarazzarsi del costoso Tamburini, pensando che Coletti fosse uguale a lui e lo lanciò ne I puritani. Ma per quanto talentuoso fosse Coletti, non era un membro della "vecchia guardia", e la diva Giulia Grisi e altri cantanti istigarono una rivolta.
 "L'opera è passata in perfetto silenzio; e, in effetti, è stata accolta con il solito applauso, di cui Coletti, che è stato sostituto di Tamburini, ha ricevuto una quota molto considerevole, - un'indicazione, senza dubbio, da parte dei ribelli, che non c'era alcun sentimento personale contro questo eccellente interprete. Quando l'opera finì, cominciarono grida di "Laporte!" e "Tamburini!" che continuarono ad aumentare e a diffondersi in tutto il teatro, fino a quando non esplosero in una tempesta" 
Questa rivolta divenne un evento fondamentale menzionato nel Musical Times, già nel 1868, quando bruciò Haymarket Theatre. RH Barham descrive la rivolta come Uno schiamazzo in un omnibus (cioè "teatro"): una leggenda dell'Haymarket (da Barham's Ingoldsby Legends ).

### Italia 1841-1846
Rientrato in Europa, Coletti cantò a Vienna, Bologna e Bergamo, dove incontrò Gaetano Donizetti, che si recò da Milano a Bergamo per ascoltarlo esibirsi nel suo Marin Faliero. Coletti cantò Torquato Tasso di Donizetti e Beatrice di Tenda di Bellini al Teatro alla Scala nel 1841, creando il ruolo di Edmondo nell'opera Il proscritto di Carl Otto Nicolai (1841). Dopo aver creato il ruolo da protagonista del Duca d'Alba di Pacini al Gran Teatro La Fenice (1842) a Venezia, Coletti si trasferì a Napoli, dove rimase fino al 1846 come baritono principale al San Carlo. A Napoli Giovanni Pacini compose per lui il ruolo di Piero Zampardi nella sua opera Fidanzata corsa (1842); l'opera e l'interpretazione di Coletti si rivelarono un enorme successo. Coletti creò il ruolo di Lusignano in Caterina Cornaro di Donizetti (1844). L'opera subì una disastrosa serata di apertura e Donizetti incolpò il cast e Coletti del fallimento. Il rapporto tra i due fu ripristinato pochi mesi dopo, quando Donizetti tornò a Napoli per mettere in scena Maria di Rohan. Nel 1845 Coletti creò Gusmano per  Alzira di Verdi. Il tenore Gaetano Fraschini, che cantava spesso con Coletti, creò il ruolo di Zamoro. Eugenia Tadolini cantò il ruolo dell'Alzira. Verdi aveva insistito sulla partecipazione di Coletti per contratto e gli si dimostrò fedele per molti anni a venire. Coletti sarebbe stato anche la prima scelta di Verdi per l'opera Una vendetta in domino da rappresentare a Napoli e mai composta.
Coletti cantò alla prima esecuzione, del 1846, ne I due Foscari a Parigi, e nella stagione 1847-1848 il ruolo di Don Giovanni, e nelle opere di Rossini, La Gazza Ladra e La donna del lago. Seguirono esibizioni a Vienna, Praga, Dresda, Lipsia e Colonia.

### Secondo periodo di Londra 1847-1851 eI Masnadieri

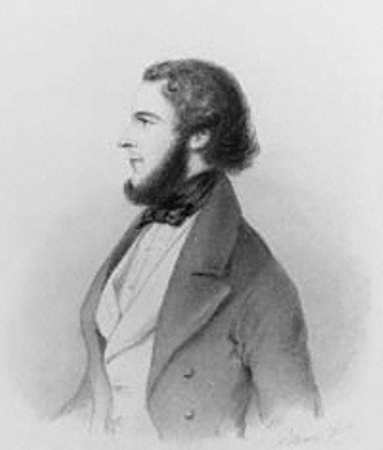
Benjamin Lumley

In seguito alla defezione del baritono stellare Tamburini al Covent Garden, Coletti tornò al Teatro di Sua Maestà, assunto dal successore di Laporte, Benjamin Lumley. Questi scelse il Nabucco di Verdi "per presentare Coletti, che apparve nella parte del re esasperato (precedentemente così efficacemente sostenuto da Fornasari), e fu accolto con entusiasmo". Benjamin Lumley era determinato a procurarsi i migliori artisti per il suo teatro ed era stato in corrispondenza con Giuseppe Verdi.
Per Coletti la creazione del ruolo di Francesco ne I masnadieri di Verdi, diretta dallo stesso compositore, fu un successo personale: "L'accoglienza da parte del pubblico di sabato sera ha aggiunto un altro alloro alla fronte del signor Lumley e ha dato al pubblico una maggiore fiducia in tutte le promesse contenute nel suo programma così ferocemente catechizzato. Non c'è mai stata una stagione lirica così promettente. Verdi aveva riscritto la cabaletta della sua aria Tremate o Miseri' , per Francesco dopo aver ascoltato la sua voce. Coletti rimase a Londra fino al 1850, cantando diversi ruoli nel repertorio del baritono italiano, esibendosi in Linda di Chamounix, I Puritani, L'elisir d'amore, e in particolare interpretando il Doge ne I due Foscari di Verdi. A Londra Coletti creò ruoli per Florinda di Sigismond Thalberg e I quattro fratelli di Balfe, nonché il ruolo di Ferdinando ne La tempesta di Halévy nel 1850.

### Maturità 1848–1861

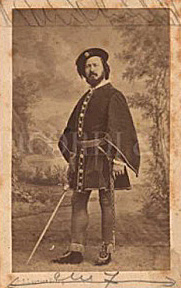
Filippo Coletti a Madrid, vestito in costume d'opera

Coletti si esibì per tre stagioni a San Pietroburgo (1848-1851) cantando ne I Lombardi alla prima crociata di Verdi e Guglielmo Tell di Rossini. Viaggiò anche fino agli Stati Uniti e si esibì anche a Madrid nella stagione 1851-1852.
A Roma Coletti cantò Rigoletto nel 1851, (l'opera data con il titolo censurato Viscardello), I due Foscari, Un ballo in maschera (Teatro Apollo, 1854) e I vespri siciliani (Teatro Argentina, 1856). Creò inoltre il ruolo di Amleto per l'omonima opera di Luigi Moroni. 
A Venezia a La Fenice Coletti cantò in Lucia di Lammermoor di Donizetti, I due Foscari di Verdi e Stiffelio (1852) (che cantò anche alla Scala, nel 1851). Nel 1854 Verdi modificò per lui la parte di Germont ne La traviata . Questa versione, andata in scena a Venezia al Teatro Gallo, (Teatro San Benedetto) divenne la versione definitiva fino ai giorni nostri. La Gazzetta Musicale di Milano sostenne che Coletti, in questa riedizione de La Traviata ", aveva fatto conoscere veramente il personaggio di Germont per la prima volta, personaggio che Coletti avrebbe poi continuato a interpretare innumerevoli volte in tutti i teatri d'Italia"
Nel 1857 Coletti creò il ruolo di protagonista del Pelagio di Saverio Mercadante al Teatro San Carlo di Napoli (1857). Verdi stava considerando Coletti come interprete del ruolo principale nella sua opera Re Lear per Napoli, (che non compose mai). In una lettera di quel periodo riguardante una revisione di Simon Boccanegra, Verdi scrisse: 
 "Se hai davvero intenzione di rappresentare Boccanegra, un cast ideale sarebbe Coletti, Fraschini e Penco, nonché un basso profondo, che sarebbe ancora necessario trovare. Sarebbe un errore esibirsi in quest'opera con un altro cast! Non c'è nessuno migliore di Coletti per il Doge". 

### Ritiro dal palcoscenico
Negli ultimi anni Coletti si ritirò ad Anagni e si dedicò alla vita civica, all'insegnamento e alla scrittura realizzando un trattato sul canto e un saggio sull'Opera italiana. Morì nel 1894. Nel suo necrologio, The Musical Times del 1º agosto 1894 disse di lui: "è anche memorabile che sia stato l'unico interprete in cui Carlyle vide ogni merito nella sua famosa esecuzione dell'opera".

## Critica
Francesco Regli:
 "Si potrebbe dire che Coletti nella sua carriera non abbia mai avuto un momento di riposo (...). Per cantare a un'età così avanzata non ha mai smesso di studiare (...) Si osserva con grande stupore la facilità con cui ha interpretato i ruoli più difficili, drammatici e quelli di agilità, la straordinaria estensione della sua voce e il colore che è così indispensabile nei vari personaggi dell'opera. È forse l'unico artista che potrebbe essere orgoglioso di tanti talenti squisiti, talenti che doveva non solo alla natura, ma alla perseveranza e alla dedizione nello studio. La facilità con cui ha cantato, il fatto di mantenere sempre una perfetta intonazione, offrendo al suo ascoltatore un timbro vocale sempre coerente. Sempre sonoro. È senza paragone (...) 
Thomas Carlyle:
 "Dell'opera di Haymarket il mio resoconto, in definitiva, è questo: lustrini, candelabri, pittura, doratura a discrezione; una sala come del Califfo di Alraschid, o colui che comandava gli schiavi della Lampada; una sala allestita dal genio, indipendentemente dalle spese. La tappezzeria e l'esborso del capitale umano non potevano fare di più. Anche gli artisti, come vengono chiamati, sono stati riuniti dalle estremità del mondo, indipendentemente dalle spese, per ballare e cantare, alcuni addirittura geniali nella loro arte. Un cantante in particolare, chiamato Coletti o qualche nome simile, mi è sembrato, per i tratti del suo viso, per i toni della sua voce, per il suo portamento, per quanto potevo vederlo, di essere un uomo profondo e di ardente sensibilità, di delicate intuizioni; in origine un'anima quasi poetica, o uomo di genio, come lo chiamiamo; timbrato dalla natura come capace di fare ben altro lavoro che cantare a squarciagola, come un cieco Sansone, contro i Filistei! " 
Le memorie di Giovanni Pacini:
 "Il celebre Coletti nel ruolo che gli ho affidato non avrebbe potuto essere superato da nessun altro artista. Perfino a Parigi, quando il mio fortunato lavoro fu presentato al Theatre Italienne, proclamò Coletti "Il più grande", "irraggiungibile". 
Mondo musicale:
 "Coletti ha, forse, la voce baritonale più splendida che abbiamo mai ascoltato. (...) Lo stile di Coletti è energico e virile, e i toni della sua voce potente e magnifica riempiono l'intera area del Teatro di Sua Maestà. La sua voce è musicale pari al grado del suo potere. Le colpe che dobbiamo mettere a suo carico - chi di noi ne è senza? - sono un bisogno di colore nella sua espressione, una monotonia nella forma delle sue cadenze e un metodo per raggiungere le note alte, che appartiene a una cattiva scuola di canto. (...) La sua insolita impotenza di intonazione gli dà un grande vantaggio su Ronconi (...) e il potere dei suoi polmoni lo costringerebbe ad affogare il dolce baritono di Tamburini. Ma d'altra parte Ronconi, nel mezzo della sua vacillante intonazione, possiede una varietà di stile e un'intensità appassionata di espressione, che lascerebbe Coletti molto indietro nelle sue esigenze più elevate del canto drammatico; mentre Tamburini, come cantante flessibile e attore di grande duttilità, è ugualmente a lui superiore. 
|  |  |  |

Ritratti dei tre baritoni rivali, di Josef Kriehuber, l'artista viennese.

## Ruoli creati
- 1835 Briano / Wilfredo Giovanni Pacini Ivanhoe Teatro San Carlo, Napoli
- 1836 Rodolfo / Alì Pascia Tommaso Genoves La battaglia di Lepanto, Teatro Valle, Roma
- 1841 Edmondo Otto Nicolai Il Proscritto, La Scala, Milano
- 1841 Cantareno Carlo Emery Coen (il nome artistico del compositore Henry Cohen) Antonio Foscarini, Teatro del Comune, Bologna
- 1842 Piero Zampardi Giovanni Pacini La fidanzata corsa Teatro San Carlo, Napoli
- 1842 Egbert Alessandro Curmi Elodia di Herstall 26 settembre 1842 con Eugenia Tadolini come Elodia
- 1842 Duca d'Alba Giovanni Pacini Duca d'Alba Teatro La Fenice, Venezia
- 1844 Lusignano Gaetano Donizetti Caterina Cornaro Teatro San Carlo, Napoli
- 1844 Pietro Candiano IV Giovanni Battista Ferrari Candiano quarto Teatro Gallo San Benedetto, Venezia[41]
- 1844 Francesco Sforza Battista V. Margherita d'Aragona Teatro San Carlo, Napoli (con Fanny Goldberg come Margherita)
- 1845 Gusmano Giuseppe Verdi Alzira Teatro San Carlo, Napoli
- 1845 Rodrigo Saverio Mercadante Il Vascello de Gama, Teatro San Carlo, Napoli[42]
- 1845 Gianni di Capua, Giovanni Pacini Stella di Napoli, Teatro San Carlo, Napoli
- 1847 Francesco Giuseppe Verdi I masnadieri Haymarket Theatre, Londra
- 1850 Ferdinand Halévy La tempesta (la tempesta) Haymarket Theatre, Londra
- 1851 Ivon Michael William Balfe I quattro fratelli Haymarket Theatre, Londra
- 1851 Manuzza Sigismond Thalberg Florinda Haymarket Theatre, Londra
- 1851 Morillo Gualtiero Sanelli Tradito! La Fenice, Venezia
- 1856 Luchino Visconti, Giovanni Pacini Margherita Pusterla Teatro San Carlo, Napoli
- 1857 Pelagio Saverio Mercadante Pelagio Teatro San Carlo, Napoli
- 1857 Carlo Gonzaga Vincenzo Moscuzza Carlo Gonzaga Teatro San Carlo, Napoli
- 1858 Guglielmo Belfegor-saltimbanco Giovanni Pacini Il saltimbanco, Teatro Argentina, Roma
- 1860 Amleto Luigi Moroni Amleto
- 1861 Appio Claudio Errico Petrella Virginia, Teatro San Carlo, Napoli

## Scritti di Filippo Coletti
- Coletti, Filippo, La Scuola di Canto in Italia: pensieri dell'Artista / Cav. Filippo Coletti, Roma: Forzani e C.,
- Coletti, Filippo, L'Arte melodrammatica italiana: patrocinata dall'onorevole Bovio nella Camera dei Deputati: considerazioni / artista Filippo Coletti, Roma: Forzani e C., 1883
- Coletti, Filippo, Sullo stato materiale e morale della Città di Anagni: considerazioni dirette ai signori della giunta municipale anagnina / dall'assessore Filippo Coletti, Roma: Mancia. dell'Unione Cooperativa Editrice, 1891